# Андрющенко Нінель Григорівна
Нін́ель Григо́рівна Андр́ющенко (нар. 18 серпня 1929, Краснокутськ, Харківська область) — лікар-терапевт, заслужений лікар УРСР (1984). Кавалер орденів «Знак Пошани» (1971, 1981)

## Життєпис
Нінель Григорівна Андрющенко народилася 18 серпня 1929 року у Краснокутську Харківської області.
1952 року закінчила Харківський медичний інститут. Після закінчення інституту до 1953 року працювала завідувачем Докшицьким районним відділом охорони здоров'я Полоцької області Білоруської РСР. У 1953—1956 роках працювала завідувачкою терапевтичним відділенням Грунської центральної районної лікарні Сумської області, у 1956—1959 роках — дільничним терапевтом Сумської міської лікарні № 1, у 1959—1965 роках — завідувачкою поліклінічним відділенням Сумської центральної районної лікарні, у 1965—1992 роках — головним лікарем Сумської обласної лікарні лікувально-санаторного управління.
З ініціативи Андрющенко збудовано новий лікарняний корпус, відновлено дендропарк, реставровано пам'ятник архітектури — будинок Івана Асмолова на території лікарні лікувально-санаторного управління.